# Nazvá
Nazvá (Nizwa, arabsky: نزوى) je město v Ománu, v provincii ad-Dáchílija. Leží v ománském vnitrozemí, přibližně 140 km. od hlavního města Maskatu. Má přibližně 70 tis. obyvatel. Jde o jedno z nejstarších měst v Ománu. Nachází se zde stejnojmenná pevnost.

## Historie
V šestém a sedmém století bývala Nazvá hlavním městem Ománu. V dnešní době je jedním z turisticky nejnavštěvovanějších míst hlavně díky vojenské pevnosti, jež se nachází uprostřed města a kterou nechal vybudovat Imám Sultán Bin Saif Al Yaribi roku 1668. V okolí pevnosti se nachází tradiční súk.

## Vybavenost města
Nazvá slouží jako centrum pro okolí. Ve městě se nachází velké množství obchodů, hotely i univerzita.

## Okolí
V okolí Nazvá se nachází mnoho zajímavostí. Za zmínku stojí wádí Tanúf či jeskyně al-Húta.